# ماني ماتشادو
ماني ماتشادو (بالإنجليزية: Manny Machado)‏ هو لاعب كرة قاعدة أمريكي، ولد في 6 يوليو 1992 في ميامي في الولايات المتحدة.

## وصلات خارجية
- ماني ماتشادو على موقع دوري كرة القاعدة الرئيسي (الإنجليزية)
- ماني ماتشادو على موقعبيزبول رفرنس.كوم (الدوري الرئيسي) (الإنجليزية)
- ماني ماتشادو على موقعبيزبول رفرنس.كوم (الدوري الثانوي) (الإنجليزية)
- ماني ماتشادو على موقع إي إس بي إن.كوم (أم.أل.بي) (الإنجليزية)
- ماني ماتشادو على موقع مشجعي الرسوم البيانية (الإنجليزية)